# Reima Pietilä

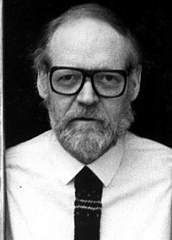
Reima Pietilä, 1962

Reima Pietilä (* 25. August 1923 in Turku; † 26. August 1993 in Helsinki) war ein finnischer Architekt. Er arbeitete lange Zeit mit seiner Frau Raili Pietilä zusammen, die ebenfalls Architektin war.

## Leben
Reima Pietilä war seit 1963 mit Raili Pietilä (1926–2021) verheiratet. Gemeinsam gewannen sie 1962 den Architekturwettbewerb für die bei Tapiola gelegene Siedlung Savikimpu. Der Bau der Siedlung dauerte bis 1982 an. 1966 entstand das Dipoli, der Bau der Studentenschaft der Technischen Hochschule Helsinki und die Kaleva-Kirche in Tampere. 1993 entstand als letztes Bauwerk die Residenz des finnischen Staatspräsidenten, Mäntyniemi.
Seine Werke sind häufig durch eine Einbeziehung der natürlichen Bodengegebenheiten in die Gestaltung des Baus geprägt. Als Material setzte er oft Beton ein, der ihm weitgehende Gestaltungsmöglichkeiten bot.
1982 wurde ihm der finnische Ehrentitel Akademiker verliehen. 1987 erhielt er die Goldmedaille der Union Internationale des Architectes.
Reima Pietiläs Schwester war die Grafikerin Tuulikki Pietilä.